# Macrochiridothea multituberculata
Macrochiridothea multituberculata is een pissebed uit de familie Chaetiliidae. De wetenschappelijke naam van de soort is voor het eerst geldig gepubliceerd in 1933 door Nordenstam.